# Kinder der Sehnsucht
Kinder der Sehnsucht é o sexto álbum da banda alemã Stahlmann. Foi lançado em 29 de março de 2019.
A edição limitada do álbum traz um box contendo o CD em formato Digipack, que ainda contém um remix de "Die Besten" como faixa extra, Uma foto da banda, uma camiseta exclusiva e uma réplica da faca que a criança segura na capa do álbum.

## Faixas
| N.º            | Título                                | Duração |  |
| 1.             | "Von Himmel verloren"                 | 4:02    |  |
| 2.             | "Wahrheit oder Pflicht"               | 3:58    |  |
| 3.             | "Die Besten"                          | 3:27    |  |
| 4.             | "Mein leben fällt"                    | 3:53    |  |
| 5.             | "Kinder der Sehnsucht"                | 3:27    |  |
| 6.             | "Schliess deine augen"                | 3:46    |  |
| 7.             | "Hörst Du wie mein Herz schlägt"      | 3:34    |  |
| 8.             | "Regen"                               | 3:55    |  |
| 9.             | "Wenn Du gehst" (Part. Blue May Rose) | 4:23    |  |
| 10.            | "Sinnlich"                            | 3:34    |  |
| Duração total: | Duração total:                        | 37:59   |  |

### Faixas (Edição limitada)
| N.º            | Título                       | Duração |  |
| 11.            | "Die Besten" (Amiworx Remix) | 4:13    |  |
| Duração total: | Duração total:               | 41:22   |  |